# Samuel Clegg
Samuel Clegg (Manchester, 1781 – Haverstock Hill, 1861) è stato un ingegnere britannico.
Perfezionò i metodi di William Murdoch per ottenere gas illuminante; nel 1812 costruì a Londra il primo impianto per la produzione del gas.